# Micropeza incisa
Micropeza incisa är en tvåvingeart som beskrevs av Christian Rudolph Wilhelm Wiedemann 1830. Micropeza incisa ingår i släktet Micropeza och familjen skridflugor. Inga underarter finns listade i Catalogue of Life.